# Andreas Scheibe
Andreas Scheibe (ur. 17 sierpnia 1951 w Glauchau) – niemiecki lekkoatleta, sprinter. W czasie swojej kariery startował w barwach Niemieckiej Republiki Demokratycznej.
Specjalizował się w biegu na 400 metrów. Zdobył srebrny medal w sztafecie 4 × 400 metrów oraz zajął 5. miejsce w finale biegu na 400 metrów na europejskich igrzyskach juniorów w 1968 w Lipsku. Na mistrzostwach Europy juniorów w 1970 w Paryżu zdobył brązowy medal w biegu na 400 metrów.
Zdobył srebrny medal w biegu na 400 metrów na halowych mistrzostwach Europy w 1974 w Göteborgu, przegrywając tylko z Fonsem Brydenbachem z Belgii, a wyprzedzając swego kolegę z reprezentacji NRD Guntera Arnolda. Zajął 5. miejsce w sztafecie 4 × 400 metrów oraz odpadł w półfinale biegu na 400 metrów na mistrzostwach Europy w 1974 w Rzymie.
Był mistrzem NRD w biegu na 400 metrów w 1973 i 1974, wicemistrzem na tym dystansie w 1971 oraz brązowym medalistą w 1975. W hali był mistrzem NRD w biegu na 400 metrów w 1973, 1974 i 1976, a w biegu sztafetowym wicemistrzem w 1971 i brązowym medalistą w 1969.
Był czterokrotnym rekordzistą NRD w sztafecie 4 × 400 metrów do czasu 3:03,95 osiągniętego 20 czerwca 1974 w Londynie.
Startował w klubie SC Karl-Marx-Stadt.